# 小沢浩
小沢 浩（こざわ ひろし、1937年 - ）は、日本の宗教史学者。専攻、近代日本民衆宗教史。
国際基督教大学教養学部人文科学科卒。東京教育大学大学院文学研究科博士課程単位取得退学。富山医科薬科大学助教授を経て、1989年富山大学人文学部教授となり、副学長等を歴任、2001年2月、過去に入試ミスがありそれを隠蔽してきた事実を知って当時の学長に調査と事実の公表を迫るが受け入れられず、折からの学長選に立候補、当選して着任後直ちに事件を公表、多数の犠牲者に対する謝罪と補償問題を解決し、同年11月1日付で辞職。のちに著書『ザ学長』を刊行して事件の詳細を明らかにした。

## 著書
- 『生き神の思想史 日本の近代化と民衆宗教』岩波書店　1988
- 『新宗教の風土』1997　岩波新書
- 『ザ学長 退き口の戦いを終えて』桂書房　2003
- 『民衆宗教と国家神道』山川出版社・日本史リブレット　2004
- 『中山みき』山川出版社・日本史リブレット　2012

## 共著
- 『ヒロシ君と戦争 わが軍国少年の頃』小沢梅子共著　桂書房　1999
- 『はじめて学ぶ宗教 自分で考えたい人のために』岡田典夫,櫻井義秀,島薗進,中村圭志共著　有斐閣　2011